# Peder (Eslováquia)
Peder (em húngaro: Péder) é um município da Eslováquia, situado no distrito de Košice-okolie, na região de Košice. Tem 11,28 km² de área e sua população em 2018 foi estimada em 403 habitantes.

## Demografia
| Ano:        | 1994 | 2004    | 2014   | 2024   |
| ----------- | ---- | ------- | ------ | ------ |
| Broj ljudi: | 349  | 406     | 414    | 378    |
| Razlika:    |      | +16,33% | +1,97% | -8,69% |

| Ano:               | 2023 | 2024   |
| ------------------ | ---- | ------ |
| Número de pessoas: | 382  | 378    |
| Diferença:         |      | -1,04% |